# Jan Cornelisz Rijp
Jan Cornelisz Rijp (ur. ok. 1570 w w Holandii Północnej, zm. po 1613) – żeglarz holenderski znany przede wszystkim ze współpracy z Willemem Barentsem w poszukiwaniu Przejścia Północno-Wschodniego, które pozwoliłoby uniknąć starć z okrętami wojennymi flot portugalskiej i hiszpańskiej płynącymi na południu do Indii i na Daleki Wschód.

## Biografia
W maju 1596 roku Rijp został mianowany kapitanem drugiego z dwóch statków, które holenderscy kupcy wyposażyli i powierzyli Barentsowi w celu odkrycia legendarnego Przejścia Północno-Wschodniego do Indii Wschodnich. Jacob van Heemskerck dowodził pierwszym statkiem, a Barents był pilotem wyprawy. Kronikę wyprawy sporządził drugi oficer, Gerrit de Veer. Po odkryciu Wyspy Niedźwiedziej (10 czerwca) i Spitsbergenu (17 czerwca) statki napotkały pak lodowy blokujący drogę. Barents postanowił skręcić na wschód i okrążyć północny kraniec Nowej Ziemi, co udało mu się już wcześniej. Kiedy Barents namawiał Rijpa, by poszedł w jego ślady, ten odmówił. Rijp upierał się, że północny kraniec Nowej Ziemi jest zbyt niebezpieczny. Wrócił na Spitsbergen. Ponownie nie znajdując przejścia,obrał kurs na Przylądek Północny, a stamtąd na Nową Ziemię, mając zamiar wyprzedzić Barentsa. Warunki lodowe uniemożliwiły mu dalszą wyprawę, więc powrócił do Holandii.
Barents i jego statek kontynuowali próbę opłynięcia Nowej Ziemi. Holenderski polarnik zbyt późno zdał sobie sprawę z słuszności decyzji Rijpa i utknął w lodzie. Barents zginął na morzu w jednym z dwóch małych okrętów, którymi załoga uciekła na Półwysep Kolski. Natomiast Rijp, który prawidłowo ocenił ryzyko związane z Arktyką, podczas kolejnej wyprawy w 1597 r. wraz z dwoma innymi statkami powrócił w rejony polarne, aby zabrać resztę załogi Barentsa.
Rijp żył jeszcze w 1613 r. i mieszkał wówczas w Delfcie.
Na cześć Jana Corneliszoona Rijpa zostały nazwane osada Rijpsburg i fiord Rijpfjorden na Svalbardzie oraz ulica w miejscowości De Rijp, w gminie Alkmaar.